# Cantonul Loriol-sur-Drôme
Cantonul Loriol-sur-Drôme este un canton din arondismentul Valence, departamentul Drôme, regiunea Rhône-Alpes, Franța.

## Comune
- Ambonil
- Cliousclat
- Livron-sur-Drôme
- Loriol-sur-Drôme (reședință)
- Mirmande
- Saulce-sur-Rhône